# Argenteuil-sur-Armançon
Argenteuil-sur-Armançon település Franciaországban, Yonne megyében. Lakosainak száma 224 fő (2022. január 1.). Argenteuil-sur-Armançon Pacy-sur-Armançon, Pasilly, Ancy-le-Franc, Moulins-en-Tonnerrois és Villiers-les-Hauts községekkel határos.

## Népesség
A település népességének változása:
| Lakosok száma | 220  | 211  | 219  | 213  | 217  | 220  | 219  | 219  | 224  |
|               | 2013 | 2015 | 2016 | 2017 | 2018 | 2019 | 2020 | 2021 | 2022 |